# بهتة
قرية بهتا هي إحدى القرى التابعة لمركز المراغة بمحافظة سوهاج في جمهورية مصر العربية. حسب إحصاءات سنة 2006، بلغ إجمالي السكان في بهتا 7977 نسمة، منهم 4129 رجل و3848 امرأة.